# Franz Karl von Auersperg

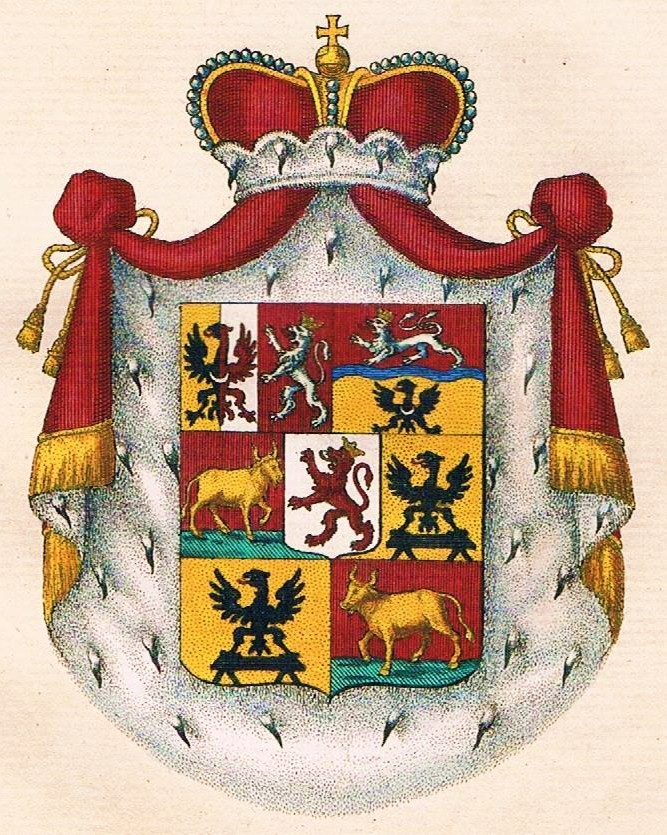
Wappen der Fürsten von Auersperg, 1831

Fürst Franz Karl von Auersperg (* 22. November 1660 in Wien; † 6. November 1713 in Gschwendt) war seit 1705 der 3. Fürst von Auersperg sowie Herzog von Münsterberg und kaiserlicher General.

## Leben
Seine Eltern waren Johann Weikhard von Auersperg, Herzog von Münsterberg, und Maria Katharina Gräfin von Losenstein (1635–1691). Sein Bruder Johann Ferdinand von Auersperg war der 2. Fürst von Auersperg.
Franz Karl von Auersperg wurde mit 20 Jahren Hauptmann in der Reichsarmee. Nach dem Ende der Zweiten Wiener Türkenbelagerung 1683 überbrachte er die Nachricht vom Entsatz der Hauptstadt an Kaiser Leopold I. Später wurde er Kämmerer, Oberst der kaiserlichen Armee, Befehlshaber der Kroatischen Militärgrenze (1694–1701), Gouverneur von Karlovac und Generalfeldzeugmeister.
Bei der Belagerung von Bihać verursachte er durch Rangstreitigkeiten mit Adam II. Batthyány, Ban (Vizekönig) von Kroatien, den erfolglosen Abzug der Truppen durch Prinz Eugen. Einen weiteren Misserfolg verursachte er durch Missachtung von Befehlen Eugens beim Feldzug in Italien in der Schlacht bei Luzzara 1702. 1705 folgte er seinem Bruder Johann Ferdinand als Herzog von Münsterberg, ein Jahr später vertrat er den Kaiser beim Schlesischen Fürstentag.

### Ehe und Nachkommen
Franz Karl Auersperg heiratete 1685 Maria Theresa Gräfin von Rappach (1660–1741). Der Ehe entstammten sechs Kinder:
- Maria Eleanore von Auersperg (1686–1686)
- Franz Anton von Auersperg (1688–1688)
- Maria Anna von Auersperg (1690–1725)
- Maria Franziska von Auersperg (1691–1725), verheiratet mit Johann Joseph Graf von Breuner
- Leopold Prinz von Auersperg (1694–1704)
- Heinrich Josef von Auersperg (1697–1783), 4. Fürst von Auersperg